# François de Coligny d'Andelot
François d'Andelot de Coligny (Châtillon-sur-Loing, 1520 – Saintes, 27 maggio 1569) è stato un militare francese.
Egli fu un capo del protestantesimo francese durante le guerre di Religione in Francia. Figlio di Gaspard I de Coligny, maresciallo di Francia nel 1516 sotto Francesco I, e della di lui moglie Luisa di Montmorency, vedova Fercy de Mailly, era fratello cadetto di Odet, cardinale di Châtillon e dell'ammiraglio di Francia Gaspard II de Coligny.

## Biografia

### Le prime esperienze di guerra
Francesco d'Andelot de Coligny fece le sue prime esperienze d'armi combattendo in Italia contro le truppe imperiali di Carlo V agli ordini di Francesco di Borbone, Conte di Enghien (1519 – 1546) e si distinse nella battaglia di Ceresole (1544). Nel 1547 fu nominato ispettore generale della fanteria e fu inviato in Scozia a comandare le truppe colà inviate per sostenere i diritti di Maria Stuarda.
Ripresa nuovamente la guerra in Italia, egli vi ritornò e s'arroccò in Parma, minacciata di assedio da parte delle truppe imperiali. Durante una sortita fu preso prigioniero e condotto a Milano ove rimase fino alla tregua di Vaucelles, nel 1556.

### La conversione al protestantesimo
Nel corso del periodo di prigionia lesse alcuni libri, pervenutigli dall'esterno, che lo confermarono nei dubbi già a lui venuti durante precedenti conversazioni con alcuni protestanti a proposito del proprio credo religioso. Egli fu il primo della famiglia Châtillon ad aver aderito alla Riforma protestante, della quale si mostrò zelante difensore.

### La carriera al servizio del re e la sua disgrazia
Rientrato in Francia, rimpiazzò il fratello ammiraglio come colonnello generale di fanteria.
Scoppiata la guerra contro la Spagna, fu incaricato di portare soccorso al fratello che difendeva la piazzaforte di San Quintino, vi si trovò rinchiuso e contribuì a prolungare l'assedio fino a che non dovette arrendersi alle forze nemiche soverchianti, che erano penetrate nella fortezza attraverso le brecce create nei bastioni. Riuscito a fuggire dal campo spagnolo, raggiunse l'armata francese a Calais.
Tornato a Parigi, i favori riservatigli dal re Enrico II suscitarono la gelosia dei Guisa che lo screditarono presso quest'ultimo riferendo i suoi sentimenti favorevoli al protestantesimo. Il re lo fece chiamare ed avuta conferma dal medesimo circa la sua fede protestante, lo fece arrestare e rinchiudere nel castello di Melun, ove rimase prigioniero finché lo zio materno, Anne de Montmorency ottenne per lui dal re la grazia.

### Le guerre di religione
Allo scoppiare della prima guerra di religione in Francia nel 1562 fu tra i primi a raggiungere principe di Condé (1530 – 1569), capo dei protestanti, il che gli causò la perdita dell'incarico di colonnello generale della fanteria, affidato al duca di Randari.
Partecipò alla battaglia di Dreux insieme al fratello Gaspard ove le truppe protestanti furono pesantemente sconfitte da Francesco di Guisa.
L'anno successivo partecipò alla difesa della città di Orléans, assediata dalle truppe di Francesco di Guisa, finché l'assedio fu levato dopo che il 18 febbraio 1563 Francesco di Guisa morì per mano del capo ugonotto Jean de Poltrot de Méré.
La pace gli restituì gli incarichi perduti ma, a causa di una malattia, non poté partecipare all'assedio di Le Havre del 1563, ove cattolici ed ugonotti francesi unirono le loro forze contro gli inglesi.
Nel 1567 avvenne la cosiddetta sorpresa di Meaux, un tentativo cioè di rapimento del re di Francia Carlo IX e della madre Caterina de' Medici, che fallì. Francesco, con il fratello Gaspard, Luigi I di Borbone-Condé, e Guyonne XVIII de Laval, fu ritenuto l'istigatore della operazione.
Riprese le armi da parte dei protestanti, Francesco d'Andelot condusse l'assedio di Chartres, ritirandosi poi in Bretagna e, con truppe fedeli, nell'Angiò, quando la guerra riprese. Passò quindi la Loira, entrò nella Saintonge, prese alcune città ma fu sconfitto, insieme al fratello Gaspard ed al Condé a Jarnac (13 marzo 1569).
Raccolto ciò che rimase dell'esercito protestante dopo la battaglia si ritirò a Saintes ove, colto da febbre violenta, morì.
Capitano valoroso ed abile, non aveva né la prudenza né la moderazione del fratello più noto Gaspard, nonostante i due fratelli abbiano operato sempre molto uniti.

## Il matrimonio
François d'Andelot de Coligny sposò Claudine de Rieux dalla quale ebbe Guy XIX de Laval.